# Wendel Roskopf
Wendel Roskopf (* 5. Februar um 1485–1490; † 25. Juni 1549 in Görlitz) war seit 1518 Ratswerkmeister in Görlitz und Landbaumeister in Schlesien. Von 1523 bis 1548 war er Ratsmitglied von Görlitz. 1548 wurde er von König Ferdinand nach dem Ende der Liga von Schmalkalden abgesetzt.
Wendel Roskopf soll um 1525 die Einführung des Renaissancestils in Görlitz zu verdanken sein.

## Leben
Wendel Rosskopfs Familie stammte aus Hermsdorf. Im Jahr 1519 verehelichte er sich mit Margaretha (geb. von Bischofswerder), der Witwe Albrecht Stieglitzers († 1514), seines Vorgängers als Stadtbaumeister in Görlitz. Um 1533 heiratete er in zweiter Ehe Margareta (geb. Köhler), eine Enkelin Georg Emmerichs. Er starb 1549 und hinterließ zwei Söhne: Wendel († 1582) und Nickel. Wendel wurde 1568 zum Stadtbaumeister in Görlitz ernannt und kam 1582 bei der Besichtigung eines schadhaften Torturmes durch Blitzschlag ums Leben.

## Werk
Nach dem Stadtbrand 1525 schuf Wendel Roskopf 1526 mit dem Schönhof in Görlitz das erste Renaissancebauwerk der Stadt. Es wurde nach seiner umfassenden Restaurierung 2006 Sitz des Schlesischen Museums zu Görlitz. Von 1537 bis 1539 entstand unter seiner Leitung die Rathaustreppe. Weiterhin schuf er den Archivflügel des Rathauses und war Besitzer des Bierhof Rosengasse 4.